# Belgisch Granit

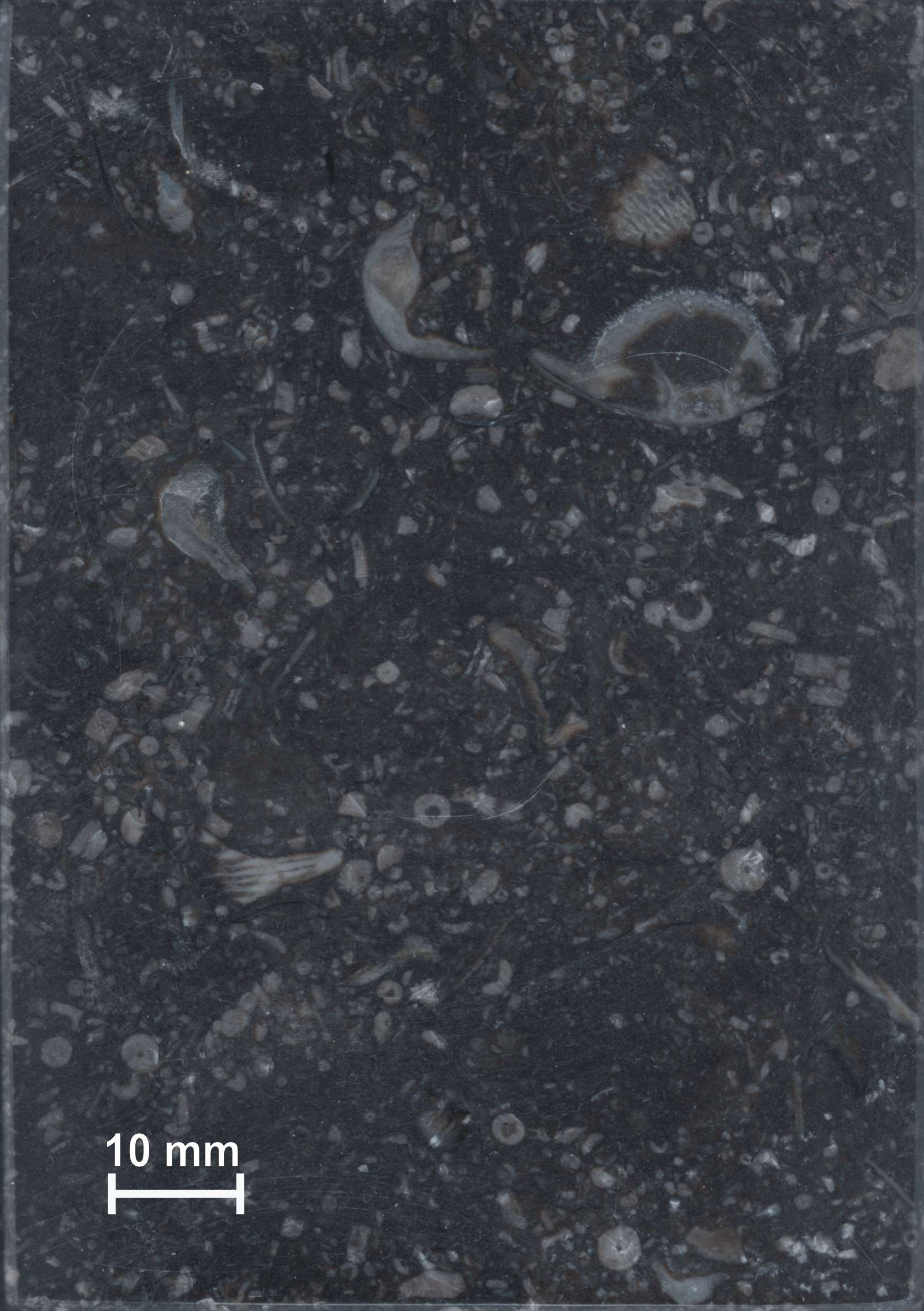
Petit Granit

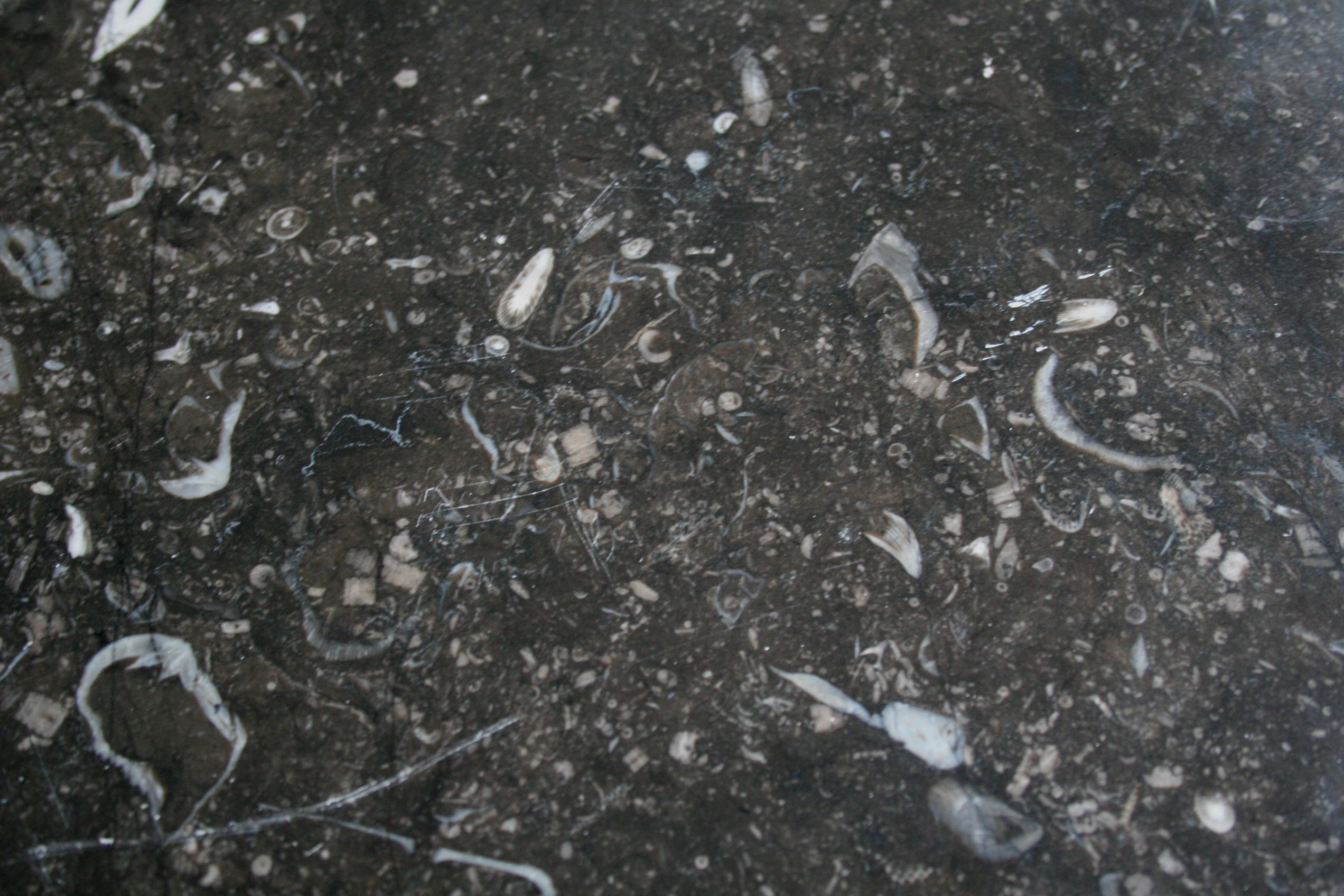
Belgisch Granit, poliertes Muster ca. 20×10 cm

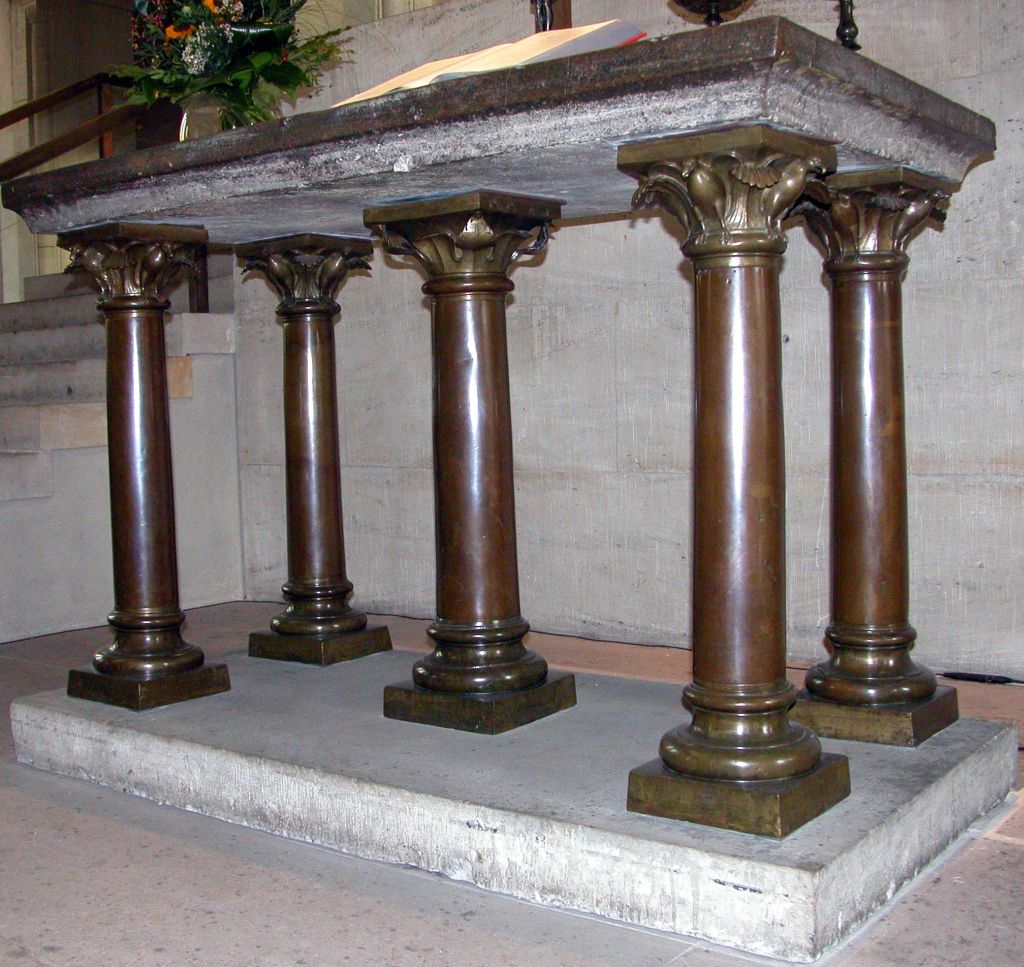
Braunschweiger Dom: Die obere Platte (die Mensa) des Marienaltars ist aus Belgisch Granit aus dem Jahr 1188

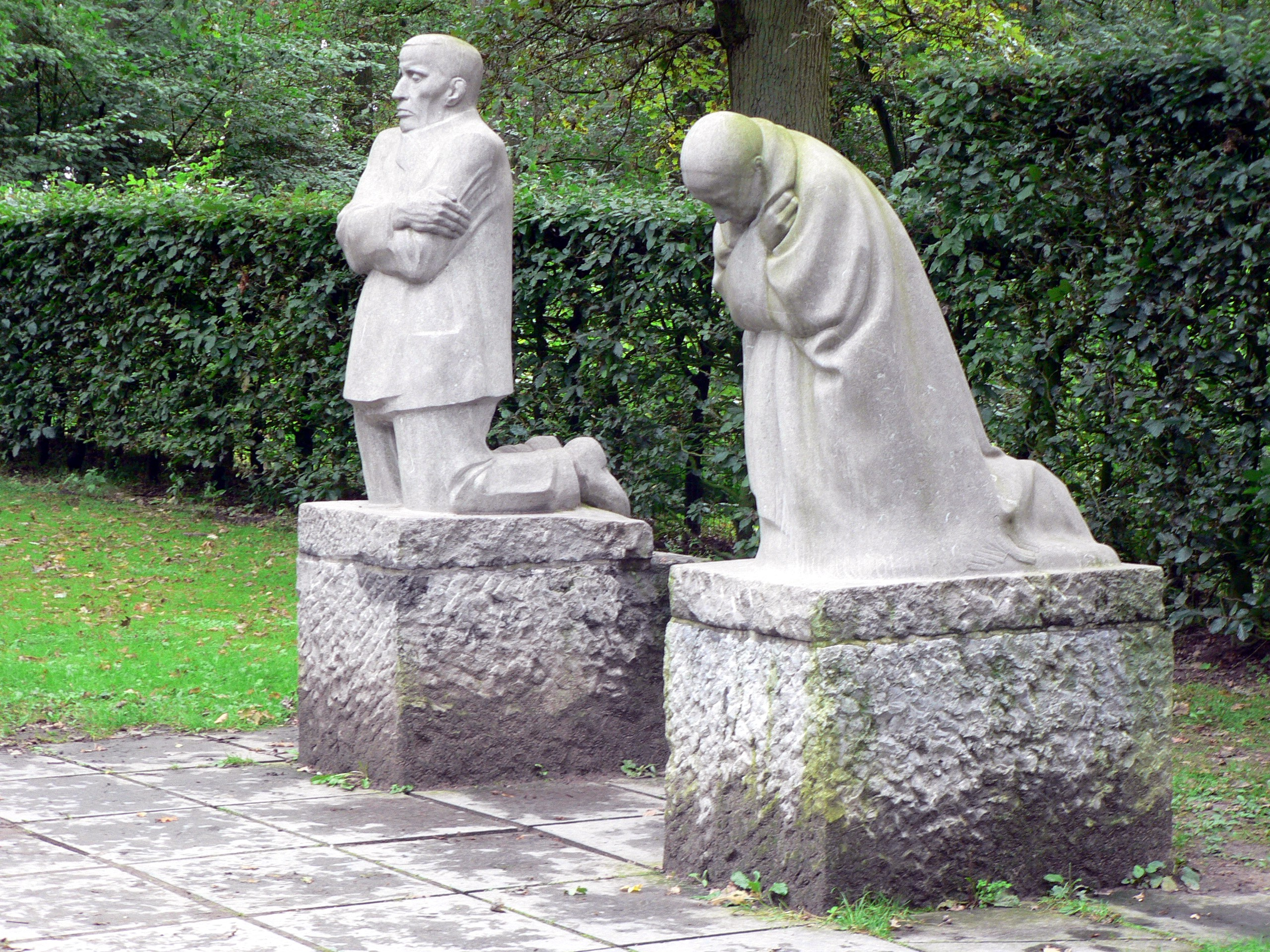
Trauerndes Elternpaar aus Belgisch Granit von Käthe Kollwitz für ihren 1914 gefallenen Sohn Peter (Aufstellungsort: Vladslo in Belgien)

Belgisch Granit, auch Belgisch Schwarz und im französischsprachigen Raum Petit Granit oder auch Pierre bleue („blauer Stein“) genannt, ist der Handelsname eines grau-blauen bis anthrazitfarbenen Kalksteins aus Belgien. Der Name ist traditionell bedingt, aber irreführend, weil es sich nicht um einen Granit handelt.

## Namensgebung
Zu seinem gesteinskundlich falschen Namen gibt es folgende Erklärung:
- Die Gesteinsbezeichnung kommt daher, dass in diesen Kalkstein zahlreiche fossile Bruchstücke von Seelilien eingeschlossen sind, die eingelagerten Feldspäten in Graniten zum Verwechseln ähnlich sehen. Konkret geht die Namensgebung auf die alte Abbausstelle im Bocq-Tal (östlich von Yvoir) zurück, von der man das Gestein unter dem Namen Petit granit du Bocq vertrieb.[1][2]
Die Bezeichnung „Petit Granit“ wird bereits von Jean-Baptist Rondelet 1806 und 1809 erwähnt.[3]
- Seit der Einfuhr des Gesteins nach Deutschland benutzte man die vereinfachte Herkunftsbezeichnung Belgisch Granit.

Seit dem 15. Jahrhundert ist dieses Gestein in Anwendungen nachgewiesen. Beispiele dafür finden sich in Brügge und Damme. Zu dieser Zeit bezeichnete man es als Hart steen, Escosijnse steen (aus Écaussinnes) oder goeden sausinen steenen. Im 19. Jahrhundert waren auch Bezeichnungen wie Granitelle noir de Ligny, Granit de Flandre und granitin des écaussines de Mons im Gebrauch.

## Gesteinsbeschreibung
In den schwarzen, kohlenstoffhaltigen, bituminösen Kalkstein sind zahlreiche Stängelglieder der fossilen Seelilienart Encrinus liliformis eingelagert. Neben den versteinerten Seelilien, den Trochiten, enthält Belgisch Granit fossile Brachiopoden und gelegentlich Korallen.
Der Stein kann auf alle gebräuchlichen Arten bearbeitet und poliert werden. Er ist einer der wenigen Weichgesteine, die sich beflammen lassen. Beim Polieren wird der ansonsten blaugraue Stein dunkel. Wird dieser Naturstein im Außenbereich verbaut, verliert er nicht nur in relativ kurzer Zeit von zwei bis drei Jahren seine Politur, sondern wird deutlich heller bzw. grau.

## Vorkommen und Entstehung
Belgisch Granit wird im belgischen Hennegau im Gebiet um Soignies und Tournai im Tal der Ourthe gewonnen.
Dieses Gestein entstand im frühen Unterkarbon, als in einem Meeresbecken große Massen organischen Materials abgelagert wurden. Das kohlenstoffhaltige, organische Material erlitt aufgrund des geringen Sauerstoffgehalts des Lagunenwassers keine völlige Zersetzung und die kalkhaltigen Pflanzen und Tiere sanken auf den Meeresgrund. Durch Druck entstand aus den abgelagerten Massen ein schwarzgrauer Kalkstein.
Des Weiteren lagerte sich Ton ab und es bildete sich Faulschlamm, Bitumen. Beim handwerklichen Bearbeiten wird der Faulschlamm freigesetzt und er erzeugt einen intensiven Geruch. Dieser Geruch ist nach der Bearbeitung nicht mehr wahrnehmbar.
In chronostratigraphischer Hinsicht ist der Kalkstein eine Ablagerung im oberen Bereich des Tournaisiums, somit liegt seine Entstehung vor etwa 350 Millionen Jahren.

## Verwendung
Der Belgisch Granit eignet sich für Fassadenbekleidungen, Boden- und Treppenbeläge und Mauersteine und wird häufig von Bildhauern verwendet. Beim handwerklichen Bearbeiten wird der enthaltene Faulschlamm freigesetzt und es entsteht unangenehm riechendes Faulgas.

Aufgrund seiner ähnlichen Eigenschaften ersetzt Belgisch Granit den inzwischen erschöpften Blaustein aus der Region um Aachen und aus Ostbelgien. Belgisch Granit kann aufgrund seiner Ähnlichkeit mit dem Irish Limestone verwechselt werden.
Seine Verwitterungsbeständigkeit ist so groß, dass er in bedeutendem Umfang abgebaut wurde. Viele Fassaden der innerstädtischen Architektur von Brüssel und anderen belgischen Städten sind durch diesen Naturwerkstein geprägt. Seine hohe Dichte und Gleichmäßigkeit ermöglicht eine exzellente Politur und vielseitige andere Oberflächenbearbeitungen. Seine Eigenschaft hat ihm ebenso eine furiose Gestaltungsvielfalt in der Innenarchitektur, der Möbelausstattung und bei Kunstobjekten eingebracht. Die Politur ist wie bei allen Kalksteinen nicht auf Dauer beständig. Seit der zweiten Hälfte des 19. Jahrhunderts ist Petit Granit in viele Länder Europas und nach Übersee versandt worden. Er gehört zu den bedeutendsten europäischen und überregional eingesetzten Bau- und Dekorationsgesteinen.
Konkurrierende belgische Naturwerksteine sind Noir de Denee, Noir de Tournai und Marbre Noir de Golzinne. Sie haben aber einen wesentlich geringeren Fossilienanteil und sind überwiegend tiefschwarz.

## Fotogalerie

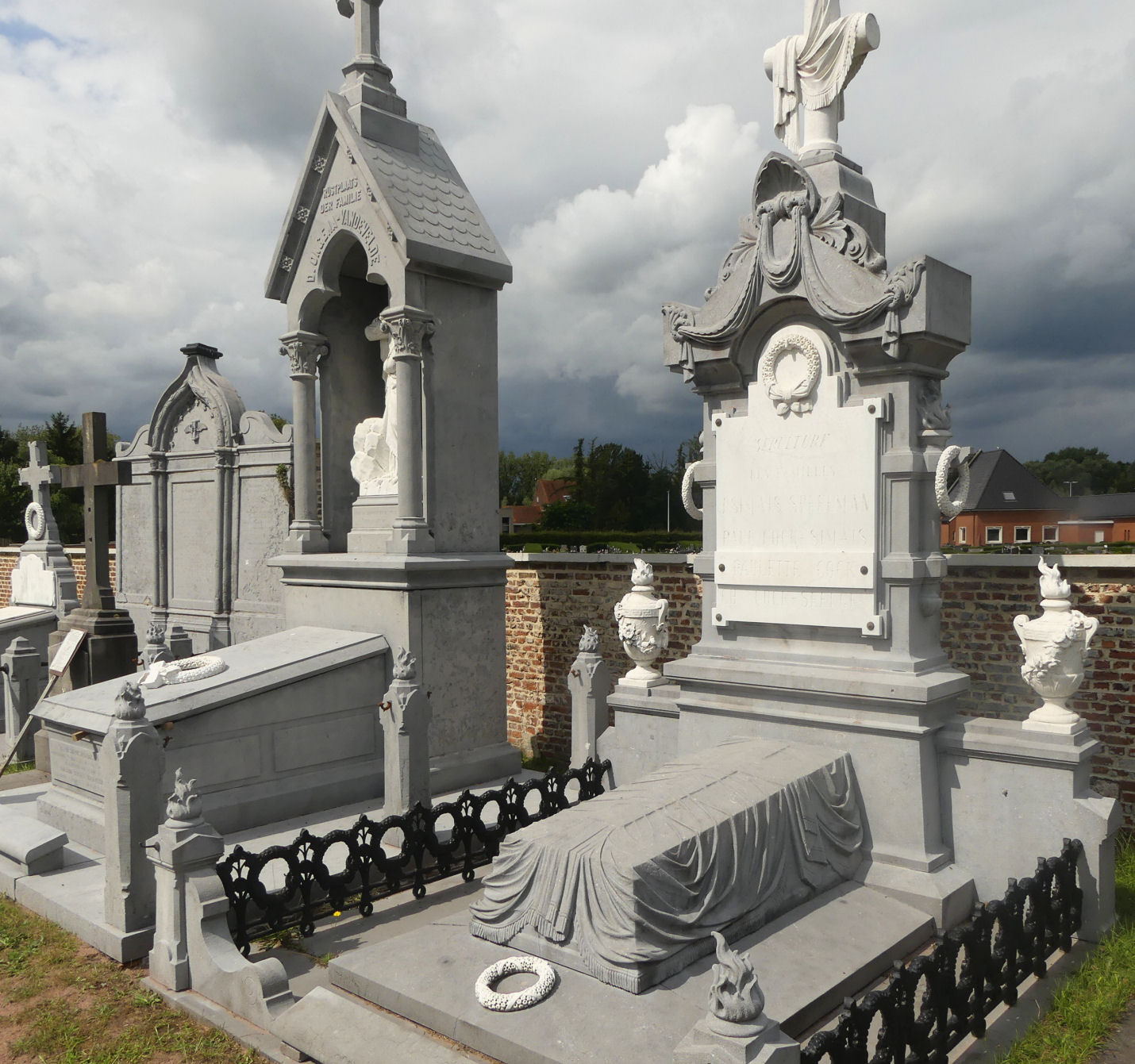
Friedhof Lokeren: Grabsteine aus dem 19. Jahrhundert
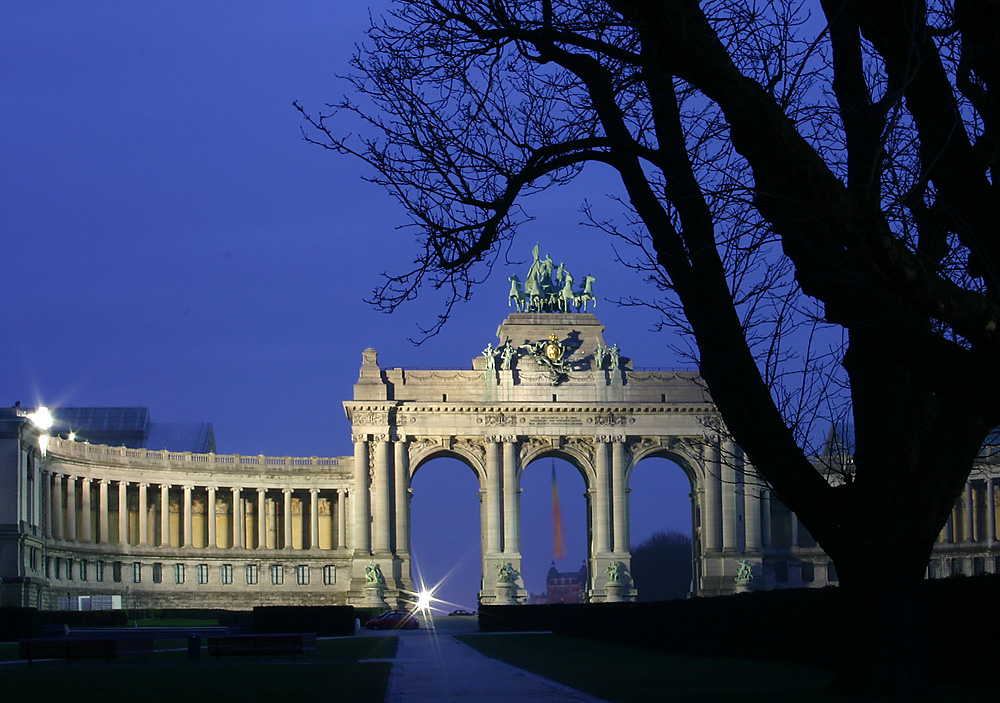
Triumphbogen im Jubelpark in Brüssel aus Belgisch Granit
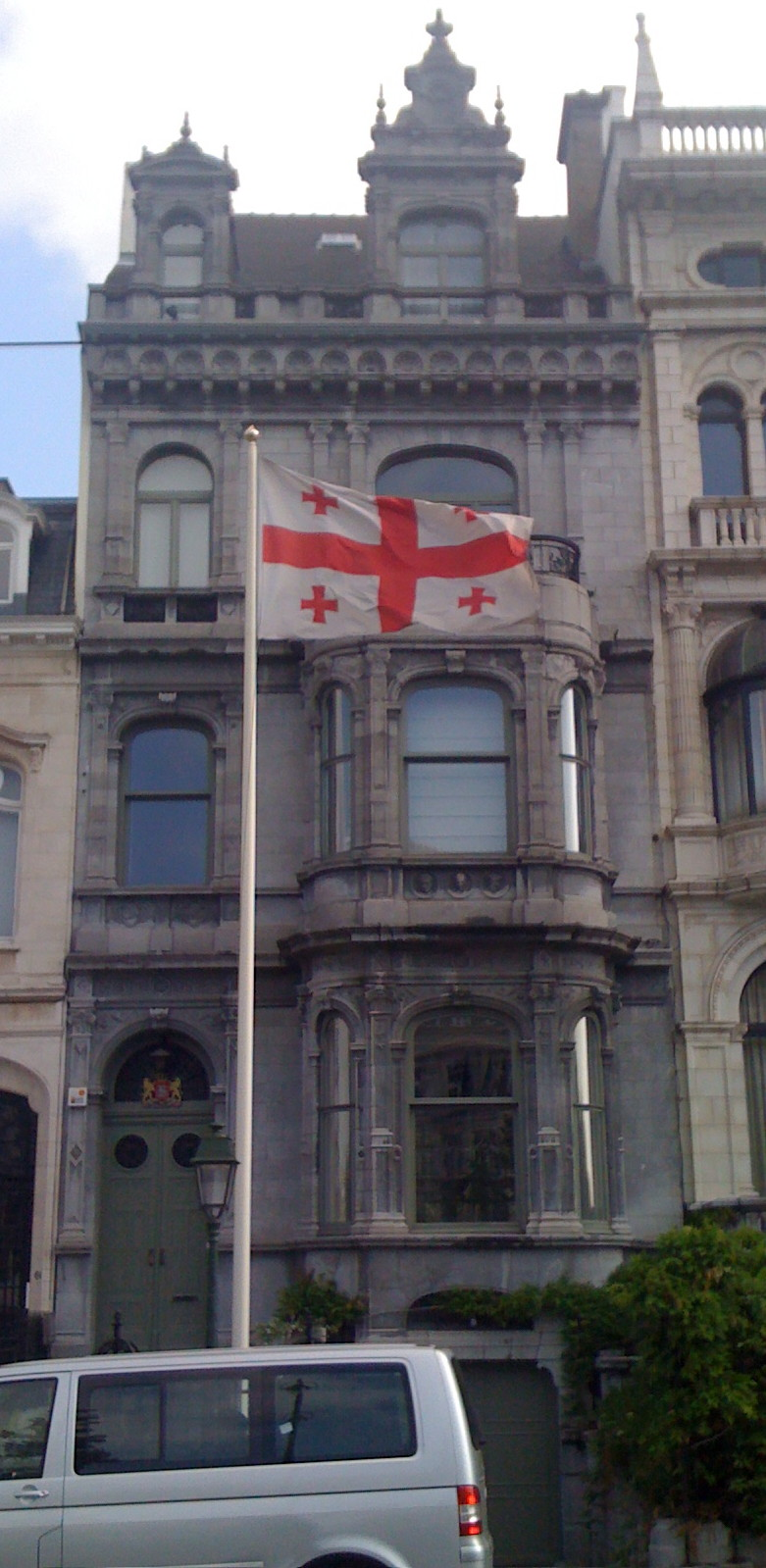
Historische Gebäudefassade in Brüssel aus Belgisch Granit
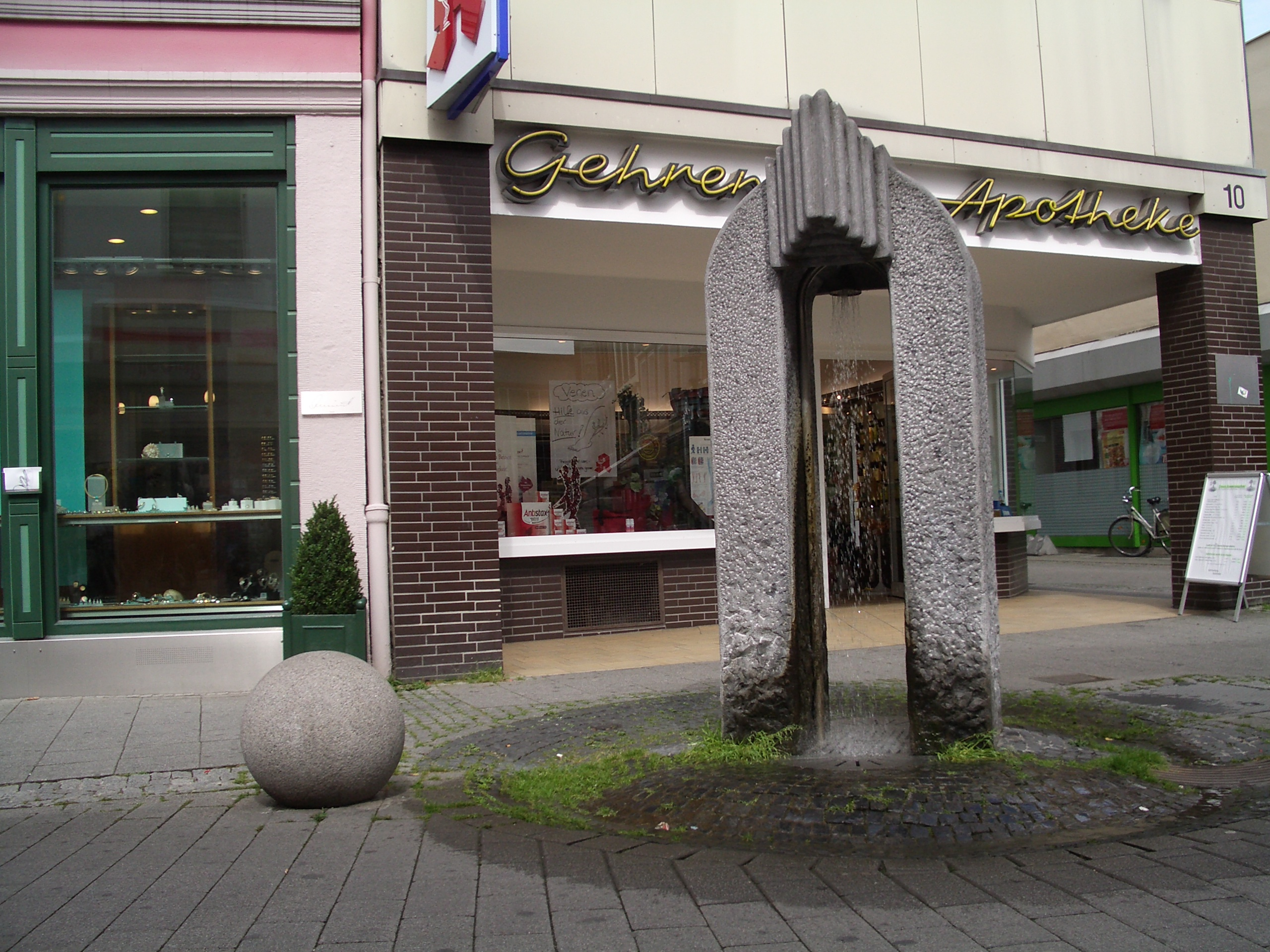
Bürgerdusche aus Belgisch Granit in Herford vom Steinmetzmeister Ullrich Galling
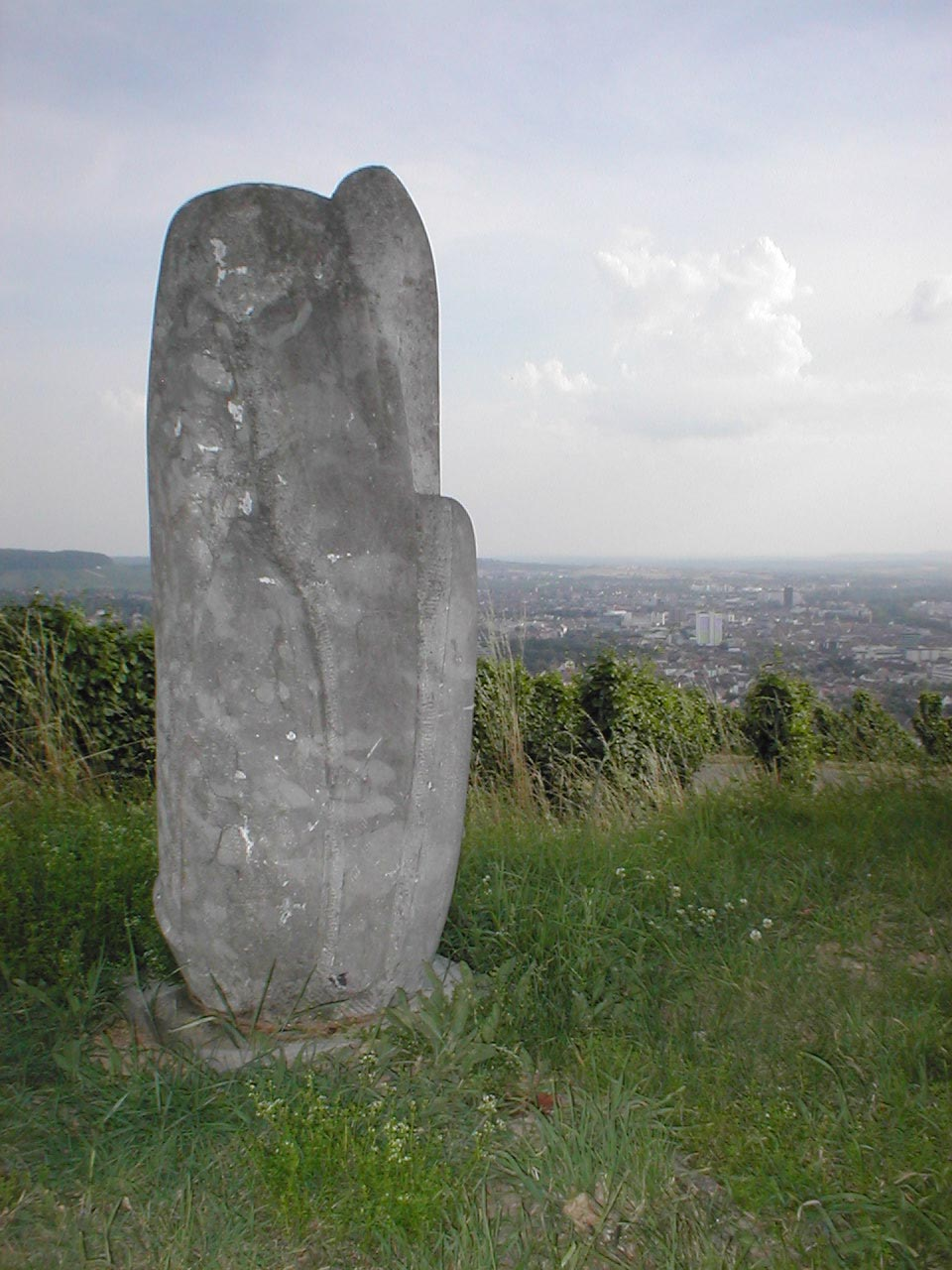
Skulptur Cosmic XVII von Ottmar Mohring auf dem Wartberg in Heilbronn aus Belgisch Granit
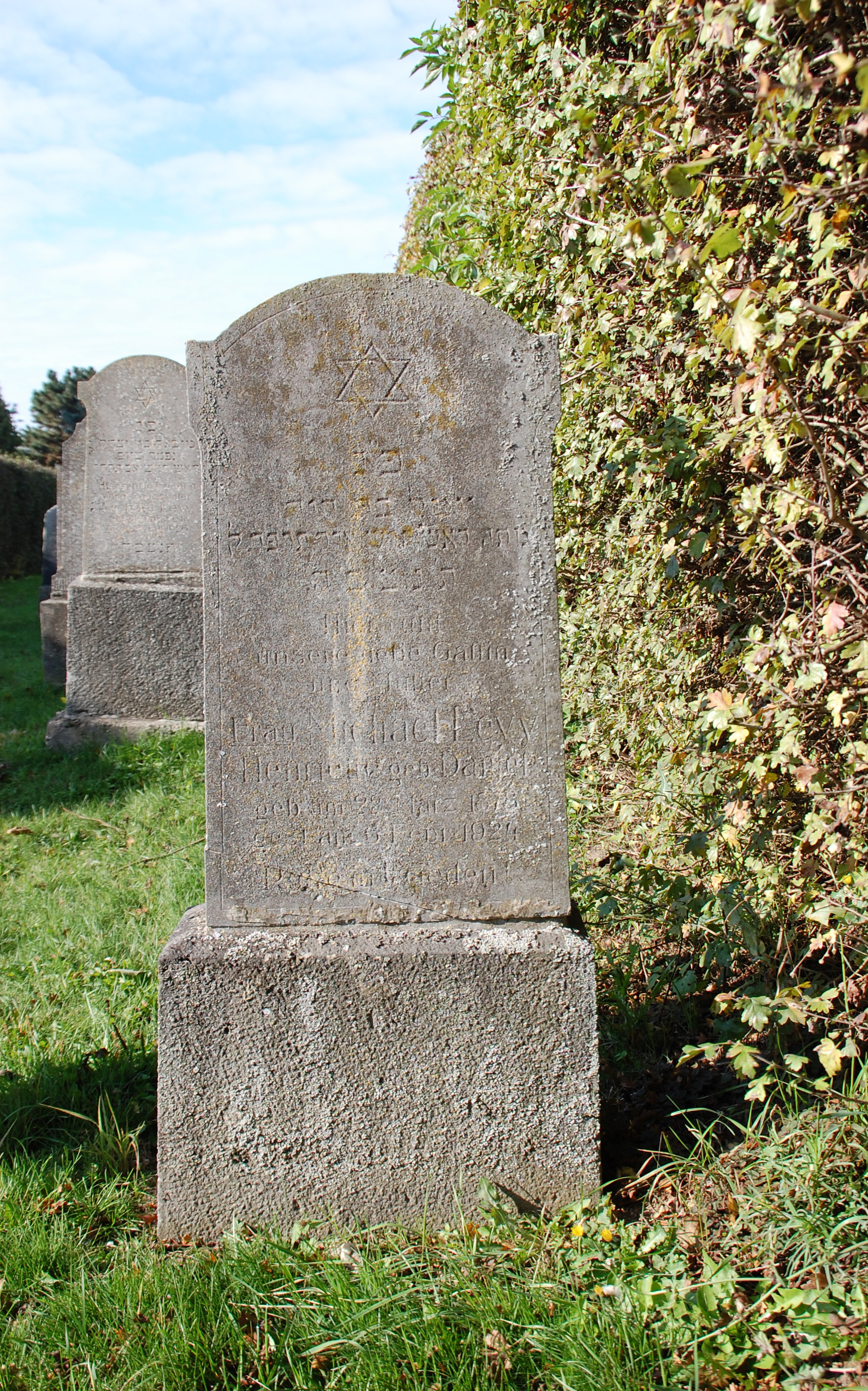
Grabstein aus Belgisch Granit (1924), Jüdischer Friedhof Gymnich